# ایستوان پلی
ایستوان پلی (به مجاری: István Pely)، متولد: ۱۹۷۴ در آمریکا، یک طراح بازی و گرافیست رایانه‌ای است.
او وقتی که هنوز در کالج بود با هنر رایانه‌ای آشنا شد و شیوه کار با تری دی مکس را یادگرفت و با فدا کردن معدل تحصیلی خود اولین بازی رایانه‌ای اش را در سال ۱۹۹۵ ساخت.
پس از مشاهده اشکالات بازی قبلی خود، وی یک بازی دیگر در سال ۱۹۹۸ و یک بازی دیگر موفق علمی-تخیلی را در سال ۱۹۹۹ با کمک دو نفر از دوستانش ساخت. پس از آن او تصمیم گرفت که فقط در زمینه هنر سه بعدی فعالیت کند و آخرین پروژه او، به خاطر علاقه اش به مهندسی صنایع و مکانیک، دربارهٔ دستگاه‌ها و ماشین‌ها خارق‌العاده می‌باشد.
ایستوان پلی سرگروه هنرمندان و یکی از طراحان در ساخت فال اوت ۳ بوده‌است.